# Tumor ósseo de células gigantes
Tumor ósseo de células gigantes (ou osteoclastoma) é um tumor ósseo relativamente incomum. É caracterizado pela presença de células gigantes multinucleadas (tipo osteoclasto). Estes tumores geralmente são benignos. Na maioria dos pacientes os tumores são de desenvolvimento lento, mas podem recorrer localmente em até 50% dos casos. As metástases para os pulmões podem ocorrer em cerca de 4% dos casos.